# 平島栄子
平島 栄子（ひらしま えいこ、1950年（昭和25年）10月7日 - ）は、日本の女子体操選手。 
1972年ミュンヘンオリンピックに出場した。1972年、1973年にNHK杯体操選手権で個人総合優勝した。 